# Ishin-denshin
Ishin-denshin (以心伝心) est un idiotisme japonais qui désigne une forme de relation interpersonnelle à travers une compréhension mutuelle tacite.

## Explication
Ce mot composé de quatre caractères, aussi connu sous le nom de yojijukugo, se traduit littéralement par « ce que l’esprit pense, le cœur le transmet ». Parfois, on le traduit également par « télépathie » ou par « sympathie ». Ishin-denshin se réfère aussi régulièrement à la « communication de cœur à cœur » ou à la « compréhension sous-entendue ».
Bien que la compréhension tacite soit globalement reconnue comme un phénomène humain universel, on utilise souvent le terme ishin-denshin pour exprimer une sorte de communication non verbale entre deux personnes qui est considérée comme caractéristique de la culture japonaise. Alors que le concept japonais de haragei exprime une forme de communication non verbale intentionnelle, l’ishin-denshin exprime une forme de communication partagée non-intentionnelle. L’ishin-denshin est traditionnellement perçu par les Japonais comme une communication sincère et tacite provenant du cœur ou des tripes (c'est-à-dire symboliquement issue de l’intérieur, uchi). C’est un concept distinct de la communication ouverte passant par l’expression faciale et la bouche (l’extérieur, soto), qui est aussi perçue comme pouvant être plus hypocrite. Ces concepts sont liés à la tradition du zen, dans laquelle le terme d’ishin-denshin se réfère à la transmission de pensée directe,.
L’ishin-denshin continue d’influencer beaucoup d’aspects de la culture et de l’éthique japonaises contemporaines, de l’éthique des affaires aux problèmes de bioéthique, en passant par la fin de vie.